# Cecil B. DeMille
Cecil Blount DeMille (12. srpna 1881 Ashfield, Massachusetts, USA – 21. ledna 1959 Hollywood, Los Angeles, Kalifornie, USA) byl americký filmový režisér a producent němé i zvukové éry. Mezi jeho nejznámější filmy patří Desatero přikázání (1956), Kleopatra (1934) a The Greatest Show on Earth (1952), za který získal Oscara za nejlepší film.

## Biografie

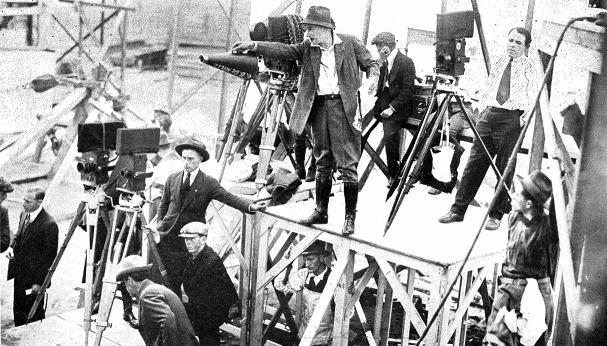
Režie Cecila B. DeMilla

Narodil se v Ashfieldu ve státě Massachusetts. Jeho rodiče Henry Churchill DeMille a Beatrice DeMille psali divadelní hry. Newyorský režisér a divadelní producent David Belasco byl rodinným přítelem a inscenoval některé z jejich kusů. Belasco se stal na konci 19. století oslavovaným divadelním impresáriem. Pompézní naturalismus jeho inscenací hrál určující roli při vytváření stylu celé jedné epochy. Cecilův otec zemřel, když mu bylo dvanáct let. Matka živila rodinu výukou dcer z lepších rodin a provozováním divadelní společnosti. Vzhledem k tomu, že byl příliš mladý, než aby se přihlásil do americko-španělské války (To DeMille po celý život zdůrazňoval.), zapsal se na Academy of Dramatic Arts v New Yorku a roku 1900 debutoval. Až do roku 1912 byl vázán smlouvou u společnosti své matky.
V roce 1913 založili DeMille, Samuel Goldwyn a Jesse L. Lasky společnost Jesse L. Lasky Feature Play Co., z níž později vyrostl Paramount. Pro Laskyho inscenoval DeMille od roku 1914 své první filmy. O rok později se stala komedie The Cheat (1915) jeho prvním úspěchem. Až do prvního biblického filmu Desatero přikázání (1923) byly společenské komedie jeho nejoblíbenějším žánrem. DeMille začal své filmy brzy produkovat sám. Patřil mezi první tvůrce, kteří organizovali dotazovací akce u publika, aby přizpůsobili střih svých filmů přáním diváků, ale také snáz zjistili náměty svých příštích filmů.
Kariéra herců Glorie Swansonové, Claudette Colbertové a Charltona Hestona byla rolemi v jeho filmech podstatně urychlena. Komerčně byl až do čtyřicátých let 20. století nejúspěšnějším režisérem Hollywoodu. V McCarthyho éře patřil tento zakladatel zavile konzervativní nadace DeMille Foundation of Political Freedom mezi nenávistné štváče. Zemřel 21. ledna 1959.

## Zajímavosti

### Rozhlas
Potenciál rozhlasu rozpoznal dříve než ostatní. Od 1. června 1936 produkoval pro Lux Radio Theatre of Air rozhlasové hry. Tyto rukopisy rozhlasových her představovaly druhotné využití filmových scénářů. Jeho angažmá za 100 000 dolarů skončilo velmi náhle, když odmítl zaplatit povinný příspěvek ve výši jednoho dolaru American Federation of Radio Artists.

### Stodola
DeMillovou Stodolou se nazývá budova, kde byl produkován jeho první film Indiánská nevěsta. Žlutá dvoupatrová budova byla vystavěna v roce 1895 a roku 1913 si ji producent a začínající režisér pronajal jménem společnosti Jesse L. Lasky Feature Play Co. Společnost Paramount, která později z této společnosti vznikla, nechala budovu strhnout, aby zde vystavěla budovu novou. Po dalších využitích sloužila nakonec jako kulisa pro televizní seriál Bonanza. V roce 1979 darovala společnost Paramount Pictures zbytky budovy Historickému spolku v Hollywoodu. Stodola dostala nové stanoviště a nyní je filmovým muzeem.

## Filmografie

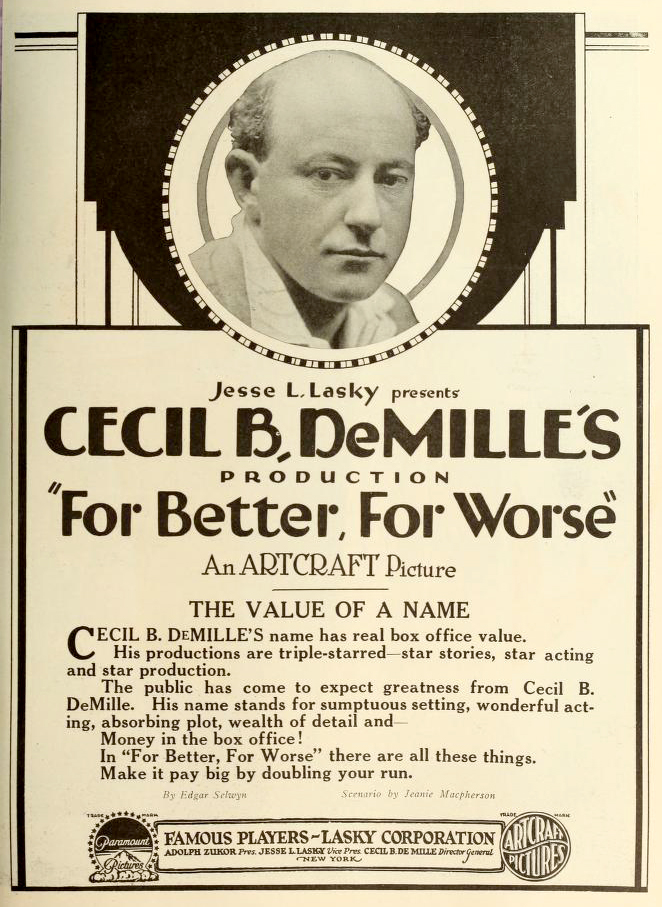
Reklama (1919)

### Režie
- Desatero přikázání (1956)
- Greatest Show on Earth (1952)
- Samson and Delilah (1949)
- California's Golden Beginning (1948)
- Unconquered (1947)
- Story of Dr. Wassell (1944)
- Karibští piráti (1942)
- North West Mounted Police (1940)
- Union Pacific (1939)
- Bukanýr (1938)
- Velký Bill (1936)
- Křižáci (1935)
- Cleopatra (1934)
- Four Frightened People (1934)
- This Day and Age (1933)
- Ve znamení kříže (1932)
- Squaw Man (1931)
- Madam Satan (1930)
- Bezbožná dívka (1929)
- Dynamite (1929)
- Král králů (1927)
- Plavci na Volze (1926)
- Road to Yesterday (1925)
- Zlaté lože (1925)
- Feet of Clay (1924)
- Triumph (1924)
- Adamovo žebro (1923)
- Desatero přikázání (1923)
- Manslaughter (1922)
- Saturday Night (1922)
- Affairs of Anatol (1921)
- Fool's Paradise (1921)
- Forbidden Fruit (1921)
- Something to Think About (1920)
- Why Change Your Wife? (1920)
- Don't Change Your Husband (1919)
- For Better, for Worse (1919)
- Rozmary osudu (1919)
- Old Wives for New (1918)
- Squaw Man (1918)
- Till I Come Back to You (1918)
- We Can't Have Everything (1918)
- Whispering Chorus (1918)
- You Can't Have Everything (1918)
- Devil-Stone (1917)
- Joan the Woman (1917)
- Little American (1917)
- Lost and Won (1917)
- Romance zlatých polí (1917)
- Woman God Forgot (1917)
- Dream Girl (1916)
- Heart of Nora Flynn (1916)
- Maria Rosa (1916)
- Trail of the Lonesome Pine (1916)
- After Five (1915)
- Arab (1915)
- Captive (1915)
- Carmen (1915)
- Girl of the Golden West (1915)
- Golden Chance (1915)
- Cheat (1915)
- Chimmie Fadden (1915)
- Chimmie Fadden Out West (1915)
- Kindling (1915)
- Temptation (1915)
- Unafraid (1915)
- Warrens of Virginia (1915)
- Wild Goose Chase (1915)
- Brewster's Millions( 1914)
- Call of the North (1914)
- Ghost Breaker (1914)
- Indiánská nevěsta (1914)
- Man from Home (1914)
- Man on the Box (1914)
- Master Mind (1914)
- Only Son (1914)
- Rose of the Rancho (1914)
- Virginian (1914)
- What's His Name (1914)

### Herec
- Pirát (1958)
- Buster Keaton Story (1957)
- Heart of Show Business (1957)
- Desatero přikázání (1956)
- Greatest Show on Earth (1952)
- Son of Paleface (1952)
- Sunset Blvd. (1950)
- Jens Mansson in Amerika (1947)
- Unconquered (1947)
- Variety Girl (1947)
- Story of Dr. Wassell (1944)
- Karibští piráti (1942)
- Star Spangled Rhythm (1942)
- Glamour Boy (1941)
- North West Mounted Police (1940)
- Poslední vlak od Madridu (1937)
- Snadno a rychle (1930)
- Hollywood (1923)
- Indiánská nevěsta (1914)

#### Dokumentární
- Hollywood a Bible (TV film) (1999)
- Screen Snapshots: Hollywood Night Life (1952)
- Screen Snapshots: The Great Director (1951)
- March of Time: The Movies Move On (1939)
- Hollywood Extra Girl (1935)
- Hollywood You Never See, The (1934)
- Hollywood on Parade No. 9 (1933)